# Johann Goldstein
Johann Goldstein (* um 1185; † um 1250) war ein Frankfurter Edelsteinhändler und Finanzier, der 1219 die Befreiung Frankfurts aus der königlichen Vogtei erreichte.

## Familie und Leben
Die Familie entstammte der Ministerialität und pflegte enge wirtschaftliche und persönliche Beziehungen zum staufischen Königshaus. Der Name leitet sich von dem gleichnamigen Wohnturm eines um 1180 erbauten burgähnlichen Hofs am Kornmarkt ab (nicht – wie früher vermutet – von dem erst 1348 erbauten Hofgut Goldstein bei Frankfurt-Schwanheim).
Die Familie nahm als Mitglied der Patriziergesellschaft Alten Limpurg und als Besitzer zahlreicher Liegenschaften in und um Frankfurt in der Stadtpolitik eine bedeutende Stellung ein; als fides („Getreuer“, Vasall) der königlichen Turmburg an der Braubach bewachte er das königliche Kammergut am Kornmarkt „mit dem Goldstein“,  das er später als freies Eigentum übernahm. In seiner auf ehemaligem Königsgut errichteten Stadtburg beherbergte Goldstein zwischen 1224 und 1242 mehrmals Kaiser Friedrich II. An dessen Kreuzzug 1228 nahm er offenbar als Finanzier teil.
Die Familie starb im 15. Jahrhundert im Mannesstamm aus. Grabplatten der Familie befinden sich im Frankfurter Dom.

## Zitate
„"Als 1232 ein Königsministeriale auf Grund des Hofrechts G.s Tochter zur Frau begehrt, setzt Goldstein bei König Heinrich (VII.) nicht nur die Befreiung der Tochter, sondern auch aller Bürgertöchter und -witwen der Städte Frankfurt, Friedberg, Gelnhausen und Wetzlar vom Ehezwang mit Hofdienern durch; diese Lösung aus königlichem Hofrecht wird 1242 durch König Konrad IV. bestätigt. Damit hat Goldstein nicht nur den Übergang von der Königs- zur Reichsstadt zu veranlassen, sondern auch in dem sich aus ministerialer Wurzel in Großhandel und Schöffentum bildenden Patriziat eine öffentliche Funktion und Tradition zu begründen und zu stärken gewußt. Dieses wurde dadurch in die Lage versetzt, nach dem Ende des Stauferreiches wesentliche reichspolitische Aufgaben zu erfüllen".“

„"Die Ministerialen hatten nämlich das Recht, eine Bürgerstochter zum Weibe zu wählen, welche sie wollten, und dieses Recht übten sie bei Bürgerstöchtern, deren Väter als kluge Kaufleute reich geworden waren. Ein Marschall trat in solchem Falle in die Haustür des Vaters, begehrte im Namen des Königs die Hand seiner Tochter für den bestimmten Hofbeamten, und der Vater durfte die Tochter nicht verweigern. Ein Bürger namens Goldstein weigerte sich doch, die Hand seiner Tochter und sein Geld einem solchen Wüstling zu geben; die Bürger traten auf seine Seite und machten eine so kräftige Demonstration, dass Heinrich VII. sich genötigt sah, den schnöden Unfug abzuschaffen."“